# 妹のおかげでモテすぎてヤバい。
『妹のおかげでモテすぎてヤバい。』（いもうとのおかげでモテすぎてヤバい。）は、2013年11月29日にHulotteより発売された日本のアダルトゲーム。2014年7月11日には、ファンディスク『叶とメグリとのその後がイチャらぶすぎてヤバい。』が販売された。

## あらすじ
浅坂トキヤは、白取叶に振り向いてもらうべく、彼の妹メグリから特訓を受け、叶と同じ学校に編入することができた。
だが、トキヤは自分に自信がなく、メグリは浅坂家に伝わる秘伝"刻廻の儀"を提案した。
その秘伝は、モテ期を今このときに持ってくることができるが、未来の縁結びの可能性が犠牲になるという代物だった。
それを覚悟でその儀式を受けたトキヤは、さっそく叶に告白するも「友人から始めよう」と返された。
儀式の効果について疑問に思うトキヤだったが、彼の周りには多数の少女たちが集まってきていた。

## 登場人物
（出典：）

### 主人公
浅坂 トキヤ（あささか トキヤ）
主人公。気弱だがやればできる方。

### メインヒロイン
白取 叶（しらとり かなえ）
声 - 星咲イリア
身長158cm B84/W56/H85 誕生日6/10 血液型AB型
聖茉莉花学園2年生で、トキヤの片思いの相手で、才色兼備な上家柄も人柄もよい。
「夢の里町探検部」の部長を務めており、他の部活動からのオファーも来るが、探検部への愛が強く、断ることが少なくない。

遠嶋 舞奈（とおしま まいな）
声 - 渡辺涼子
身長164cm B88/W59/H88 誕生日3/9 血液型O型
聖茉莉花学園2年生で、叶の親友。元々陸上部に所属していたが故障で引退し、探検部に転部した。
前向きな性格である一方、率先して物事を進めることが苦手で叶に頼ってしまう。ぶっきらぼうなところがあるが、恥ずかしがり屋でもある。
世永 青葉（よなが あおば）
声 - 奏雨
身長148cm B90/W58/H88 誕生日12/7 血液型B型
聖茉莉花学園1年生で、メグリの友人。かわいらしい見た目に反して下ネタに走ることもある。
水梨 美也（みずなし みや）
声 - 水崎来夢
身長153cm B79/W55/H80 誕生日5/23 血液型A型
聖茉莉花学園3年生で、探検部元部長。
浅坂 メグリ（あささか メグリ）
声 - 遥そら
身長152cm B80/W55/H82 誕生日11/11 血液型A型
トキヤの妹で、聖茉莉花学園1年生にして浅坂神社の巫女でもあり、"刻廻の儀"の継承者。
友人を作るのが得意。

### サブキャラクター
姫宮 結莉夏（ひめみや ゆりか）
声 - 羽鳥いち
身長144cm B74/W53/H76 誕生日4/2 血液型O型
聖茉莉花学園3年生で、美也の友人。
相坂 紗理奈（あいさか さりな）
声 - 百瀬ぽこ
身長156cm B83/W53/H82 誕生日10/18 血液型B型
聖茉莉花学園の養護教諭。ぼーっとしているようで、仕事は良くできる。
白取 英治郎（しらとり えいじろう）
声 - マーガリン天狗
聖茉莉花学園3年生で、叶の兄。かなりのシスコンで、妹目当てで編入してきた。

## スタッフ
（出典：）
- 原画 - 池上茜
- シナリオ - 深山ユーキ、錦木紅葉
- BGM - Peak A Soul+

## 主題歌
オープニングテーマ「僕に恋をして!」
作詞・作曲 - yozuca* / 編曲 - lotta / 歌 - 浅坂メグリ（遥そら）
エンディングテーマ「ボク恋」
作曲・編曲 - ANZIE / 歌・作詞 - Duca

## サウンドトラック
オリジナルサウンドトラック「叶える恋のマテリアル。」
予約特典として主題歌2曲のショートバージョンと全BGMの合計30曲を収録した「妹のおかげでモテすぎてヤバい。オリジナルサウンドトラック『叶える恋のマテリアル。』」が配布された。
| #         | タイトル                                                        | 作詞      | 作曲         | 時間 |
| --------- | --------------------------------------------------------------- | --------- | ------------ | ---- |
| 1.        | 「OP「僕に恋をして!」(ショートver.)」(歌：浅坂メグリ（遥そら）) | yozuca*   | yozuca*      | 1:49 |
| 2.        | 「今日も一日頑張ろう!」                                         |           | Peak A Soul+ | 2:33 |
| 3.        | 「まったりな午後」                                              |           | Peak A Soul+ | 2:34 |
| 4.        | 「夕日と伸びる影」                                              |           | Peak A Soul+ | 2:03 |
| 5.        | 「月がきれいですね」                                            |           | Peak A Soul+ | 1:57 |
| 6.        | 「今日は何しようかな?」                                         |           | Peak A Soul+ | 2:07 |
| 7.        | 「Dating Game」                                                 |           | Peak A Soul+ | 2:05 |
| 8.        | 「え?・・・えぇ!?」                                             |           | Peak A Soul+ | 1:28 |
| 9.        | 「よからぬ企み」                                                |           | Peak A Soul+ | 1:50 |
| 10.       | 「かったりーな～」                                              |           | Peak A Soul+ | 1:58 |
| 11.       | 「悲しい結論」                                                  |           | Peak A Soul+ | 2:13 |
| 12.       | 「消せない不安」                                                |           | Peak A Soul+ | 1:51 |
| 13.       | 「刻廻の儀」                                                    |           | Peak A Soul+ | 1:39 |
| 14.       | 「叶のテーマ」                                                  |           | Peak A Soul+ | 1:51 |
| 15.       | 「舞奈のテーマ」                                                |           | Peak A Soul+ | 1:51 |
| 16.       | 「青葉のテーマ」                                                |           | Peak A Soul+ | 2:01 |
| 17.       | 「美也のテーマ」                                                |           | Peak A Soul+ | 2:14 |
| 18.       | 「メグリのテーマ」                                              |           | Peak A Soul+ | 1:48 |
| 19.       | 「結莉夏のテーマ」                                              |           | Peak A Soul+ | 1:53 |
| 20.       | 「紗理奈のテーマ」                                              |           | Peak A Soul+ | 1:37 |
| 21.       | 「優しさの交換」                                                |           | Peak A Soul+ | 2:11 |
| 22.       | 「あの日あの時」                                                |           | Peak A Soul+ | 2:04 |
| 23.       | 「勇気をだして」                                                |           | Peak A Soul+ | 2:11 |
| 24.       | 「想いを持ち寄って」                                            |           | Peak A Soul+ | 2:17 |
| 25.       | 「幸せな時間」                                                  |           | Peak A Soul+ | 2:25 |
| 26.       | 「アイキャッチ1」                                               |           | Peak A Soul+ | 0:10 |
| 27.       | 「アイキャッチ2」                                               |           | Peak A Soul+ | 0:10 |
| 28.       | 「OP「僕に恋をして!」(インストショートver.)」                   |           | yozuca*      | 1:50 |
| 29.       | 「ED「ボク恋」(インストショートver.)」                          |           | ANZIE        | 2:08 |
| 30.       | 「ED「ボク恋」(ショートver.)」(歌：Duca)                        | Duca      | ANZIE        | 2:06 |
| 合計時間: | 合計時間:                                                       | 合計時間: | 56:54        |      |